# Spinner (Beruf)

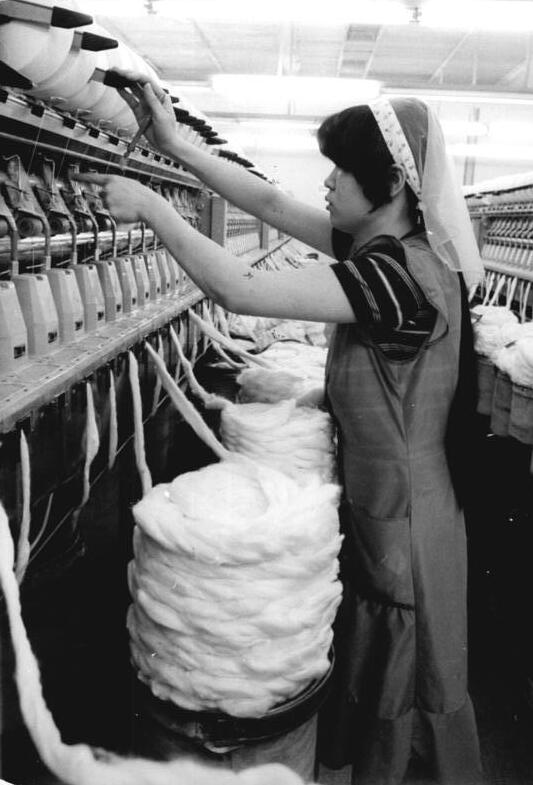
Spinnerin in einer Baumwollspinnerei, 1983/85

Spinner üben das Handwerk des Spinnens als Beruf aus. Durch Ordnen, Zusammenfügen und Zwirbeln von dünnen, kurzen tierischen und pflanzlichen (Einzel-)Fasern stellten sie einen langen Faden her. Konventionelle Methoden des Spinnens mit Handspindel oder Spinnrad werden bis heute noch vor allem in verschiedenen Ländern Afrikas, Asiens und Südamerikas praktiziert.

## Geschichte
Menschen spannen während Jahrtausenden Fäden aus Flachs, Wolle oder Baumwolle und stellten daraus Kleider, Teppiche und Decken her. Dafür benutzten sie zunächst die rotierende Handspindel und seit ca. sechshundert Jahren das Spinnrad als Werkzeug.
Nachdem die Nachfrage nach Textilien im 18. Jh. stark angestiegen war, begann die Mechanisierung der Handarbeit. Der Engländer Richard Arkwright erfand 1769 die Flügelspinnmaschine („Waterframe“), James Hargreaves, ebenso aus England, 1764 die berühmt gewordene „Spinning Jenny“, welche sich als Maschine in der Hausindustrie durchsetzte. Samuel Cromptons „Mule“ vereinigte schließlich Elemente beider Maschinen. Durch diese Maschine wurde die Handspinnerei ersetzt. Grobe wie feine, weiche wie feste Schuss- und Kettgarne konnten damit gefertigt werden.
Ab 1771 entstanden in England mit der gleichzeitigen Mechanisierung der Webstühle die ersten Textilfabriken der Welt, die zunächst mit Wasserkraft und ab 1780 mit Dampfmaschinen betrieben wurden. Es waren vor allem Frauen und Kinder, die das erste „Maschinengarn“ schnell, billig und in guter Qualität fertigten. In der Folge verloren die meisten Spinner und Weber in der Hausindustrie ihren Broterwerb und gerieten in Armut, was soziale Unruhen und Maschinenstürmereien auslöste.

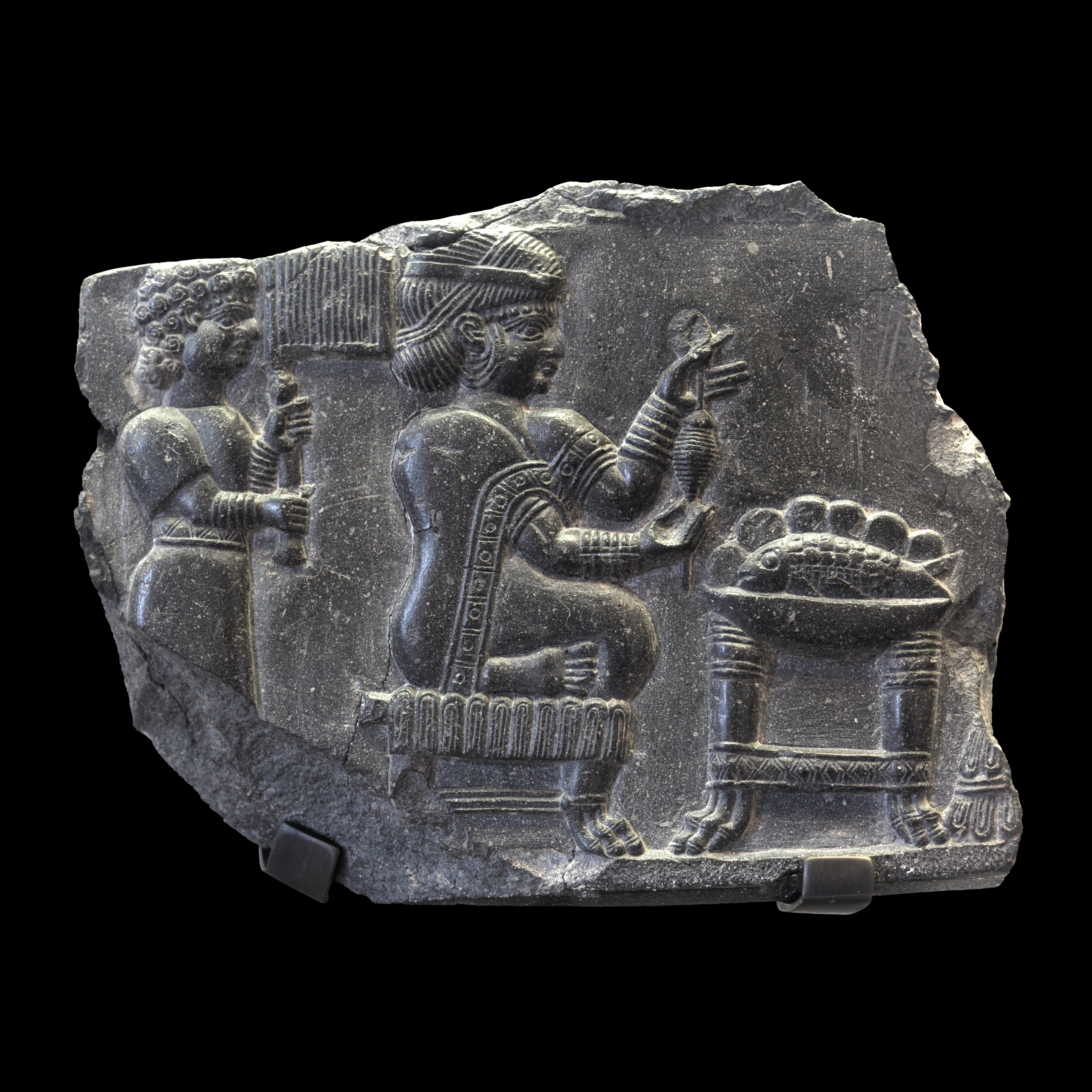
Spinnerin; Relief aus Susa, 700–550 v. Chr.
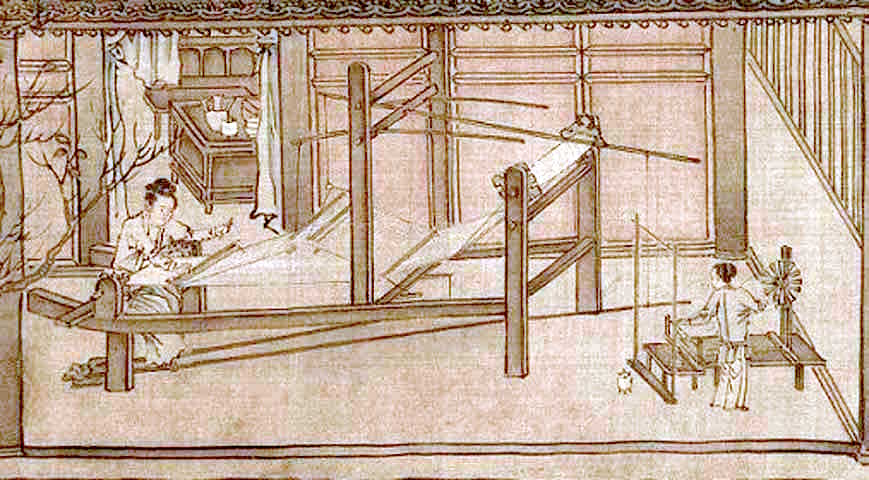
Seidenspinner in China, um 1200
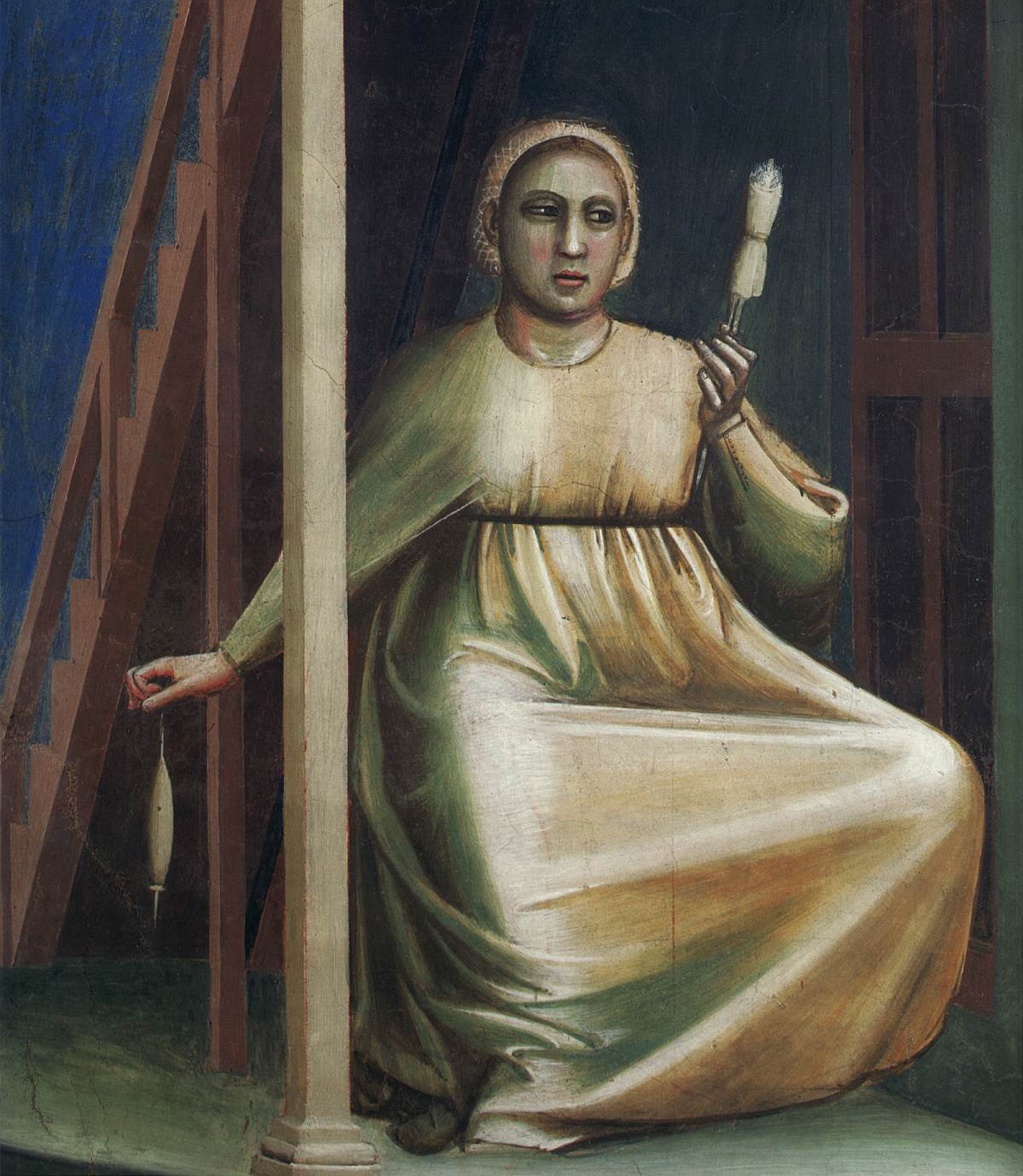
Spinnerin; Detail aus einem Fresco von Giotto; um 1305
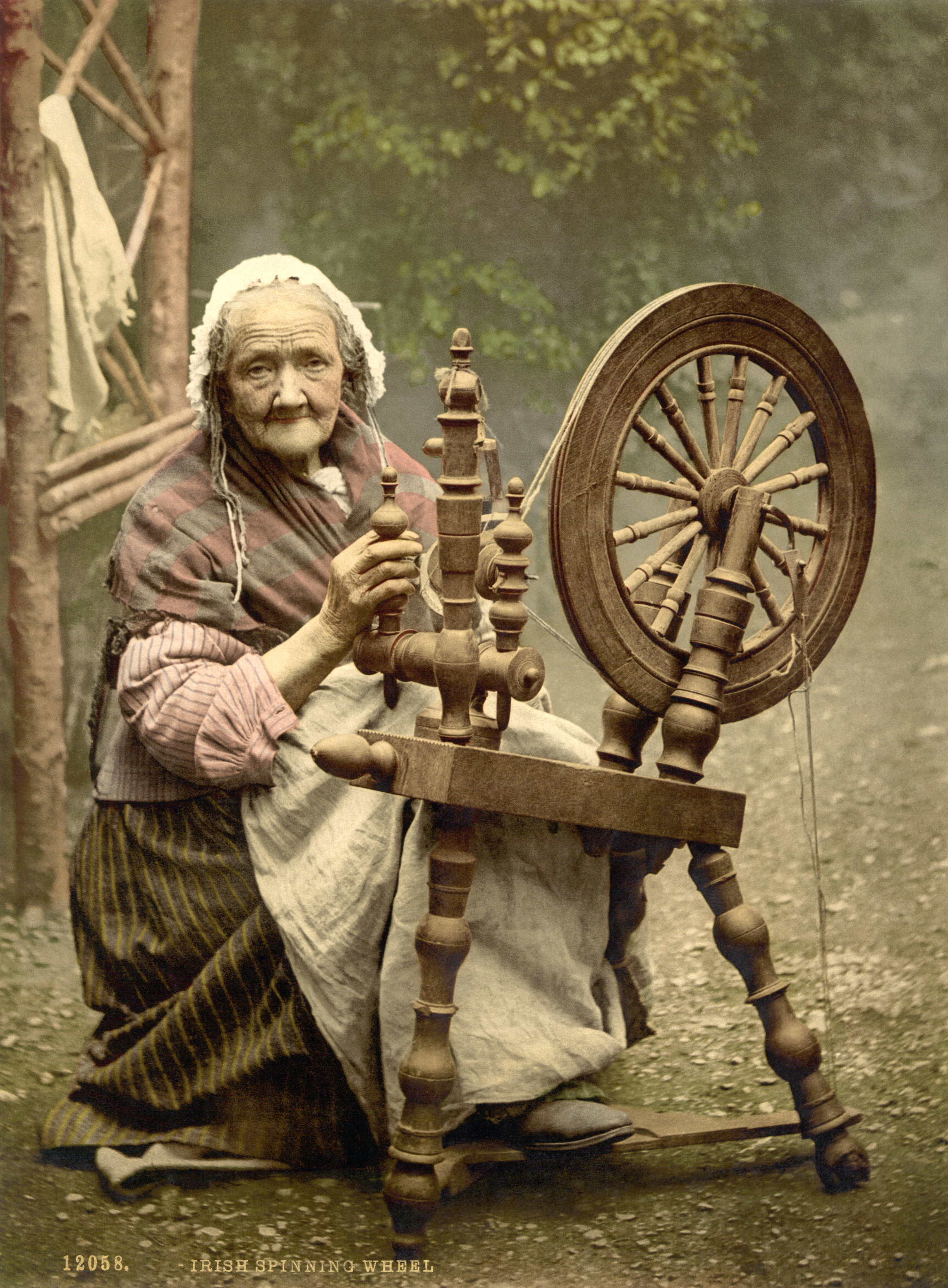
Frau am Spinnrad; Irland 1890/1900
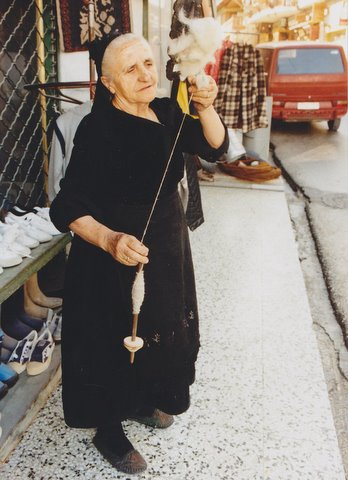
Spinnerin in Griechenland mit einer Handspindel, 2012
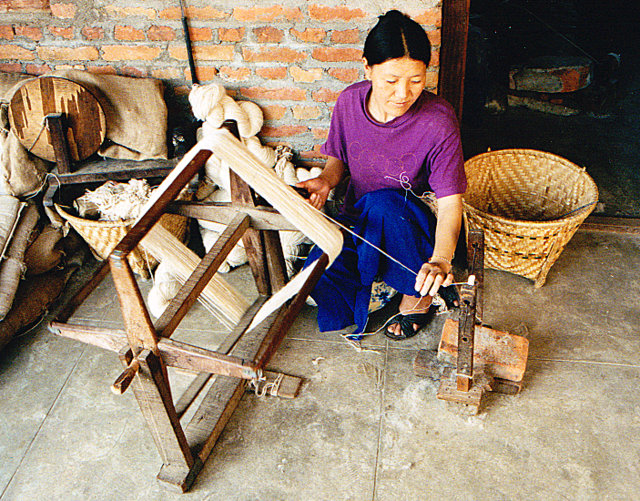
Spinnerei an einer Haspel, Nepal 2012
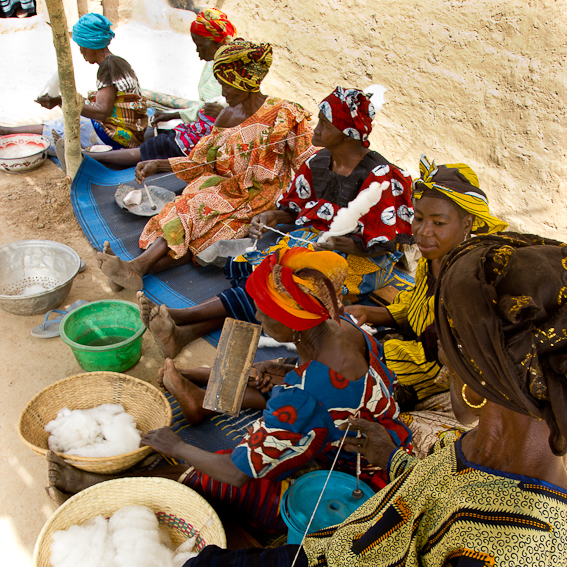
Spinnerinnen, Burkina Faso 2014